# Kommunistiska partiet
Den här artikeln handlar om det parti som tidigare hette KFML(r) och KPML(r). Se Sveriges kommunistiska parti för olika partier i Sverige som kallat sig kommunistiska.
Kommunistiska partiet (K), även Kommunisterna och tidigare KPML(r), är ett svenskt marxist–leninistiskt kommunistiskt politiskt parti. Partiet är registrerat för riksdagsval av Valmyndigheten sedan den 12 januari 2005, men har inte ställt upp i riksdagsval sedan 1973.
Partiets tidning heter Proletären och ges ut veckovis. Partiet antog sin nuvarande partibeteckning under sin 14:e partikongress i Göteborg den 7 januari 2005. Innan dess hette det Kommunistiska partiet marxist-leninisterna (revolutionärerna), vilket förkortades KPML(r). Ungdomsförbundet heter Revolutionär kommunistisk ungdom (RKU).
Partihögkvarteret är beläget på Fjärde Långgatan i Göteborg i det så kallade Marx-Engelshuset. I samma byggnad finns också partitidningen Proletärens centralredaktion och partiets tryckeri, HS Offset.

## Historik

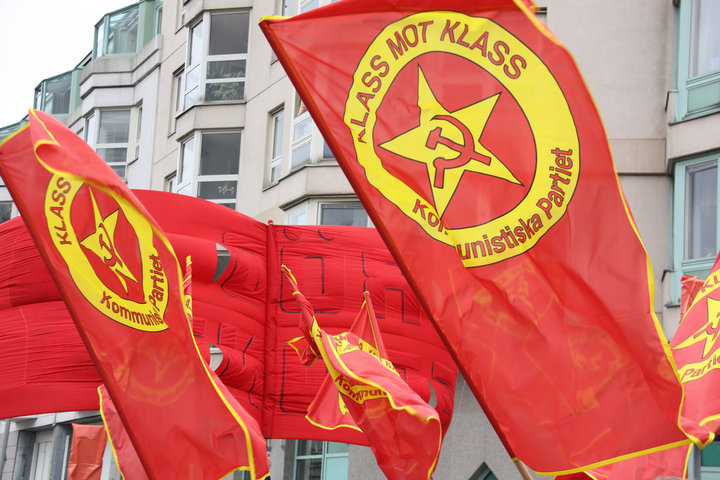
Kommunistiska partiets fanor.

Kommunistiska förbundet marxist-leninisterna (revolutionärerna), förkortat KFML(r), bildades 1970 som en utbrytargrupp från det promaoistiska Kommunistiska förbundet marxist-leninisterna (KFML), som i sin tur bildats 1967 som en utbrytning från eurokommunistiska Sveriges kommunistiska parti. Samma år som partiet grundades började de ge ut tidningen Proletären. År 1973 ställde de upp i riksdagsvalet. Under 1980-talet fick de representation i ett antal kommuner, inklusive under en mandatperiod Göteborg, vilket alltid har varit partiets starkaste fäste eftersom det var där partiet bildades. Mellan 1970 och 1999 var Frank Baude ordförande. Han efterträddes av Anders Carlsson, som innehade posten fram till 2014. Därefter följde Robert Mathiasson fram till 2019, och i september 2019 utsågs Ulf Nilsson till ny partiordförande. Ulf Nilsson lämnade ordförandeposten i januari 2020 och i september 2020 utsågs Povel Johansson till ny partiordförande.

## Namn
Kommunistiska partiet hette mellan 1970 och 1977 Kommunistiska förbundet marxist-leninisterna (revolutionärerna), förkortat KFML(r) och mellan 1977 och 2004 Kommunistiska partiet marxist-leninisterna (revolutionärerna), förkortat KPML(r). I januari 2005, vid den 14:e partikongressen i Göteborg, bytte de namn till Kommunistiska partiet (K).

## Politik

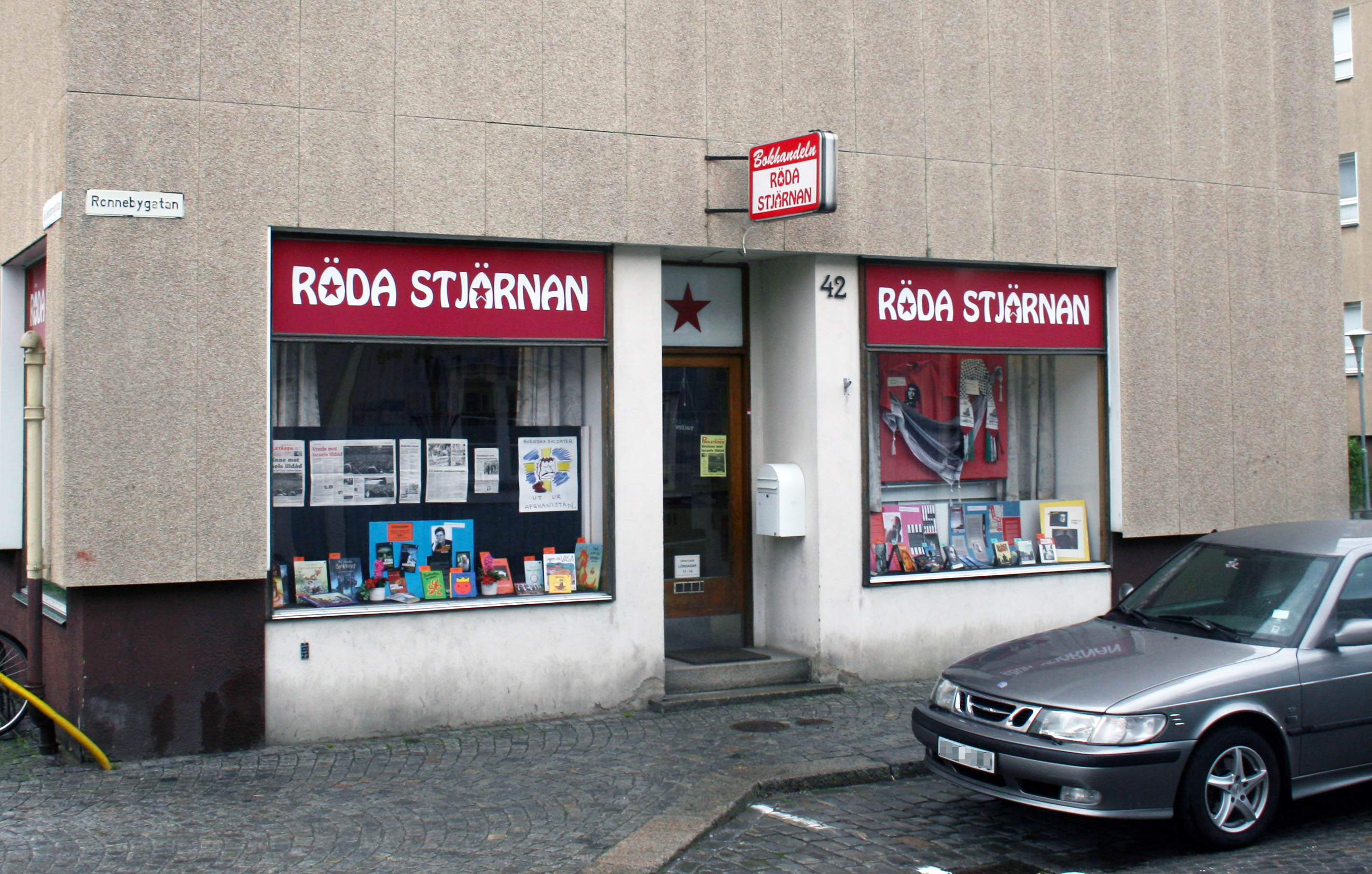
Partiets bokhandel Röda stjärnan i Karlshamn.

Partiet anger i sitt partiprogram att de har marxism-leninismen som ideologisk bas. De är ett revolutionärt arbetarparti som har en fullständig omvandling av samhället som mål. I stället för kapitalismen vill de ha ett arbetarstyrt, socialistiskt samhälle. Efter en socialistisk revolution ser de under en övergångsperiod "proletariatets revolutionära diktatur".

## Partisymbol
Kommunistiska partiet använder sig av två symboler. Partiemblemet kallas symbolen med en hammare och skära, centrerad i en röd stjärna som är omgiven av en röd cirkel med texten "Klass mot klass. Kommunistiska partiet". Sedan 2018 används ibland även en enklare symbol, som kallas den grafiska profilen, som föreställer ett vitt K centrerad i en stiliserad röd fana.

### Valdeltagande

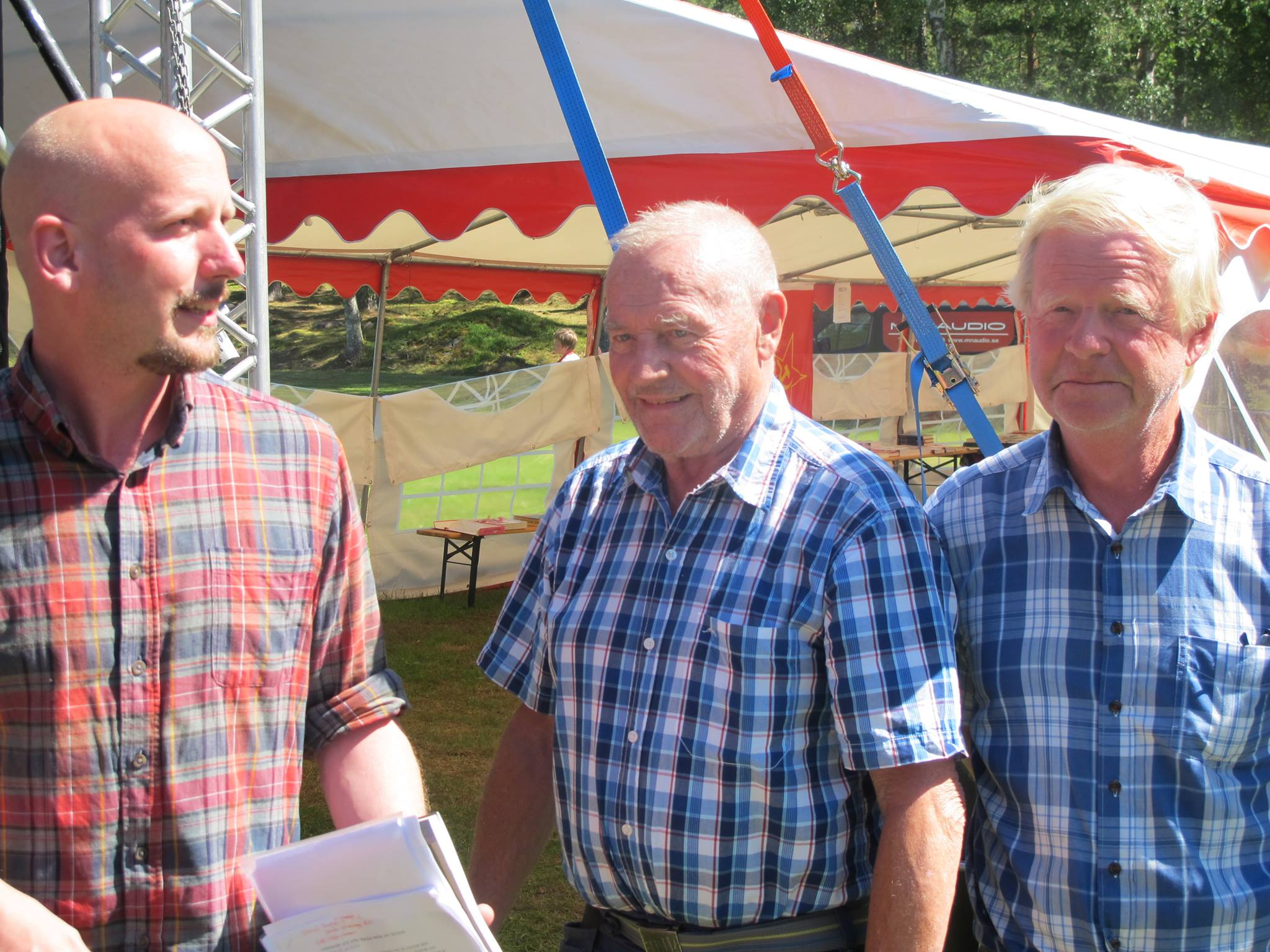
Tre partiledare för Kommunistiska partiet: Robert Mathiasson, Frank Baude och Anders Carlsson. Bild tagen på kommunisternas sommarläger i Lysestrand 2016.

Partiet är, sedan 12 januari 2005, registrerat för riksdagsval under beteckningen Kommunistiska partiet. I riksdagsvalet 2014, där partiet ej kandiderade, fick man 61 röster.
I kommunvalet 2002 fick partiet totalt 10 923 röster. I kommunalvalet 2006 ställde partiet upp i 16 kommuner och fick totalt 9 432 röster. I kommunalvalet 2010 ställde man upp i 18 kommuner och fick totalt 7 412 röster. I tre av kommunerna fick man tillräckligt många röster för att få platser i kommunfullmäktige: Gislaved (två ledamöter), Karlshamn (1 ledamot) och Lysekil (3 ledamöter). I kommunvalet 2014 fick man totalt 6 396 röster och tog sammanlagt tre mandat i landets kommunfullmäktige: Gislaved (en ledamot) och Lysekil (två ledamöter).
Partiet behöll i kommunvalen 2018 sina mandat i Gislaved och Lysekil, och vann ett nytt mandat i Ludvika kommun tillsatt av Karl Gustav Nilsson, omtalad för att tidigare ha framfört kritiska tal på Nordea och Investors årsstämmor i partiets namn. Bakom framgångarna uppmärksammades också ökad nazistisk aktivitet i form av Nordiska Motståndsrörelsen, som etablerat sig i Ludvika och innehade före valet 2018 ett mandat i fullmäktige genom en SD-lista.
I valen 2022 tappade partiet sina mandat i Gislaved och Ludvika.

## Svensk säkerhetspolis olagliga övervakning
År 1969 blev det olagligt för staten att föra register över personers politiska tillhörighet. Trots detta avslöjades det 2003 att svenska säkerhetspolisen (Säpo) från 1970 hade beordrats att fortsätta övervakningen av vissa "nyckelpersoner" i ett tjugotal extrema vänster- och högerorganisationer. Denna övervakning fortsatte fram till 1998. KFML(r)/KPML(r) och organisationer kopplade till dem ingick i denna övervakning. Vid avslöjandet visade det sig att det år 1985 rörde sig om 2012 partianknutna och 1346 stycken år 1998, vilket innebar att nästan alla partimedlemmar varit inblandade.

## Kända personer med anknytning till partiet
Kända personer som varit medlemmar i partiet är exempelvis skådespelarna Sven Wollter, Lasse Brandeby och Kent Andersson, samt musiker som Totta Näslund och Fred Åkerström. Flera musiker deltog på albumet (r)-arnas största hits som gavs ut på 1990-talet. Författare som Maja Ekelöf, Torgny Karnstedt, Mary Andersson, Sven Wernström, Ove Allansson och Fred Eriksson, har alla förekommit som skribenter i partitidningen Proletären. Även Torbjörn Säfve, Staffan Beckman, Christian Diesen, Peter Birro och Jan Myrdal har låtit publicera artiklar i olika sakfrågor.
Amaltheamannen Anton Nilson ställde vid ett flertal tillfällen upp som talare på partiets kongresser och möten och deltog på ett reklamflygblad, tillsammans med bland annat Sven Wollter och Lasse Brandeby, där han, troligtvis med tanke på det av honom utförda bombdådet 80 år tidigare, uppmanade folk att teckna prenumeration på tidningen Proletären med orden: "Den är rena dynamiten".

## Internationella kontakter
När partiet bildades fanns det, för världens kommunistpartier, tre läger man kunde tillhöra, med sin respektive bas i Moskva, Peking eller Tirana. Kommunistiska partiet stod dock utanför dessa och hade en egen kompass i utrikespolitiken. Det ledde till att man istället hade kontakt med många gerillaorganisationer världen över, t ex  Folkfronten för Palestinas befrielse, African National Congress i Sydafrika, South-West Africa People's Organization i Namibia och Front Polisario i Västsahara. Efter realsocialismens fall, då en stor del gamla kommunistpartier sadlade om, kom partiet att söka kontakt med de partier som försvarade kommunismen och kritiserade dess fel och brister under 1900-talet.
Partiets kongresser under 2010-talet har gästats av representanter för bland annat dom statsbärande Vietnams kommunistiska parti, Kubas kommunistiska parti, Koreas arbetarparti, Laotiska revolutionära folkpartiet, dom terrorklassade Nationella Demokratiska Fronten (Filippinerna) och PFLP, dom regerande Nepals förenade kommunistiska parti (maoistiskt) och FMLN i El Salvador, Lettlands socialistiska parti, danska Kommunistisk Parti, Storbritanniens kommunistiska parti (marxist-leninisterna), norska oppositionspartiet Rødt, oppositionspartiet Belgiska Arbetarpartiet, lankesiska Janatha Vimukthi Peramuna, brittiska Trade Unionists Against the EU samt representanter från Kubas, Vietnams, Laos, Nordkoreas och Venezuelas ambassader.

## Röd Front

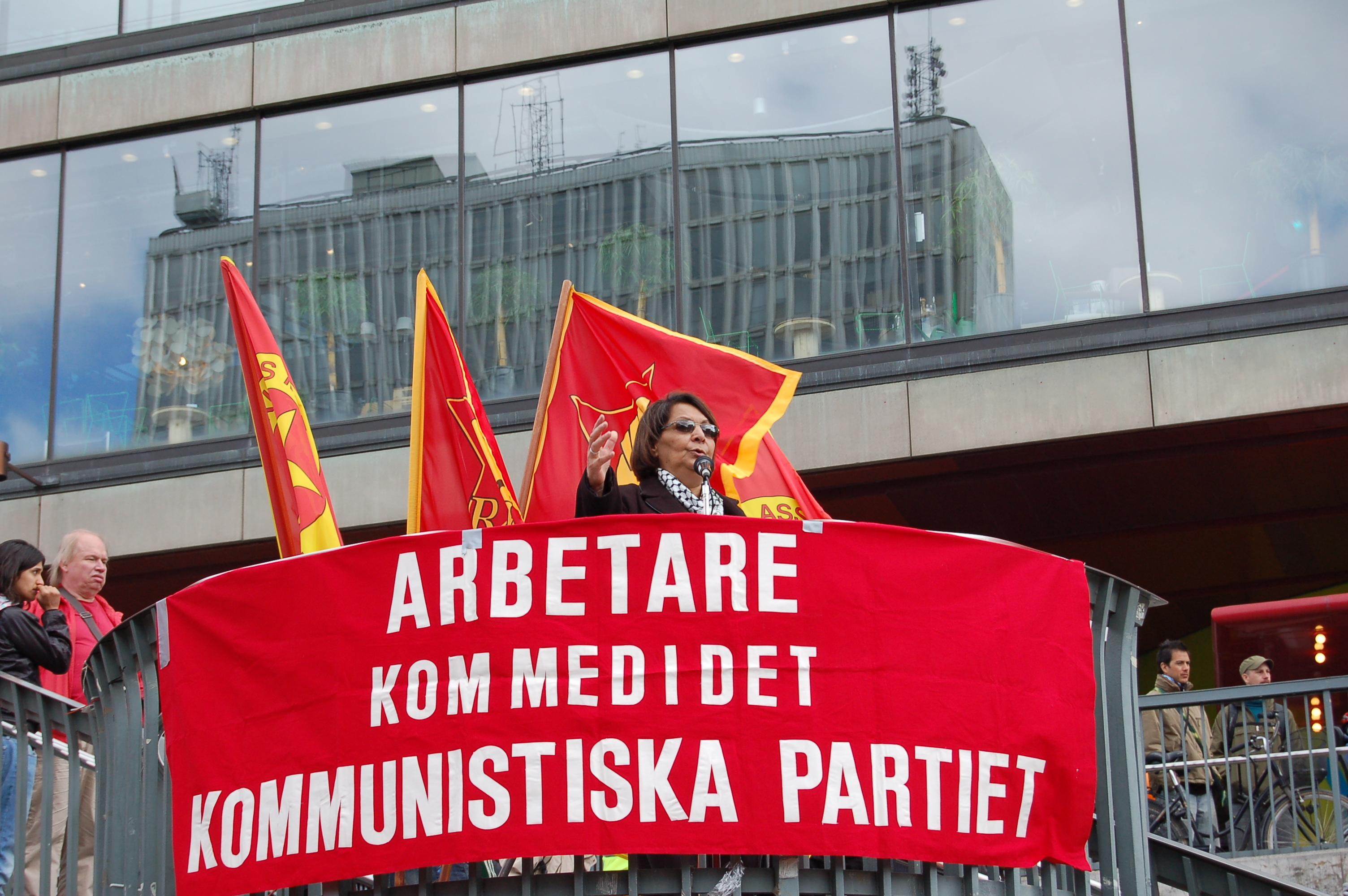
Palestinska revolutionären Leila Khaled talar på första maj i Stockholm 2011.

På den internationella arbetarrörelsens dag, Första Maj, så arrangerar Kommunistiska Partiet torgmöten och demonstrationer runt om i Sverige under namnet "Röd Front". I Röd Front deltar Kommunistiska Partiet, dess ungdomsförbund RKU, och andra organisationer, föreningar och nätverk som samarbetar med kommunisterna i olika frågor. Röd Front arrangeras varje år på ett trettiotal orter runt om i Sverige.

## I populärkulturen
I flera filmer, tv-serier och böcker förekommer fiktiva medlemmar från Kommunistiska partiet. Exempel är tv-serierna Hammarkullen, Upp till kamp och NileCity 105,6, filmerna Tillsammans och Tillsammans 99 samt två av Jan Guillous romaner i hamiltonserien.

## Partiordförande
| Period    | Namn              |
| --------- | ----------------- |
| 1970–1999 | Frank Baude       |
| 1999–2014 | Anders Carlsson   |
| 2014–2019 | Robert Mathiasson |
| 2019–2020 | Ulf Nilsson       |
| 2020–ff   | Povel Johansson   |